# Dolmen von Candare

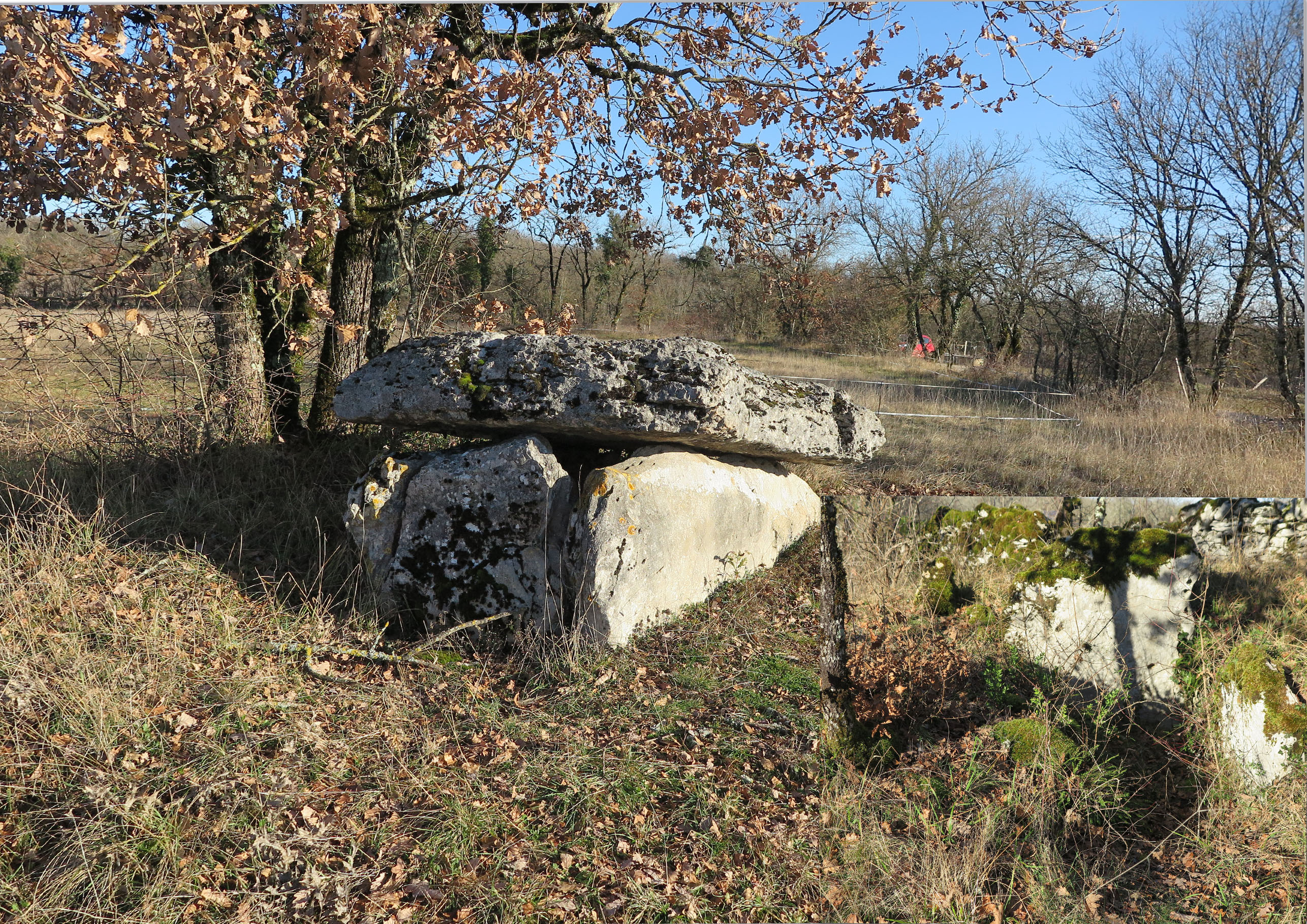
Dolmen von Candare

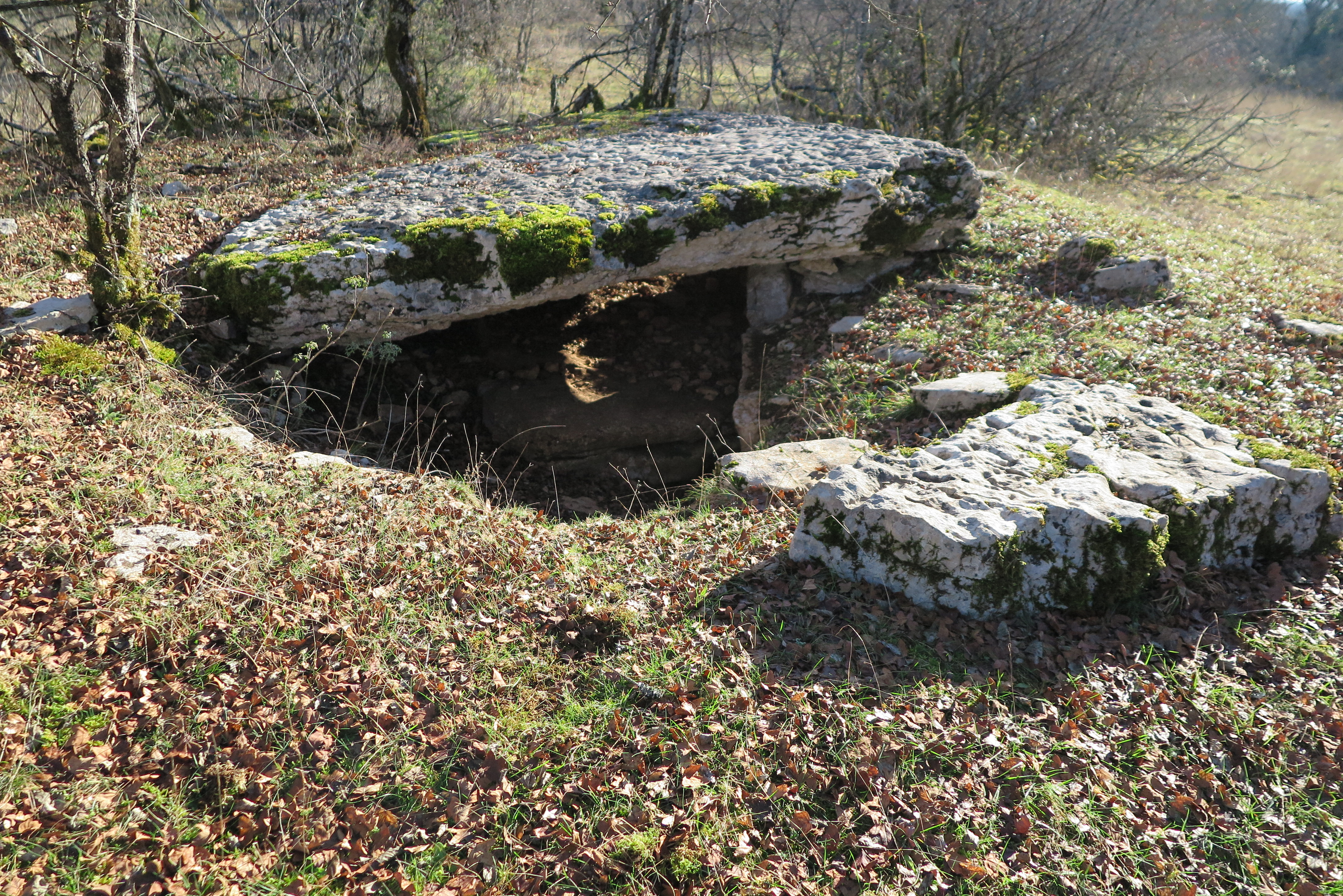
Dolmen de Pech Cayrou

Die Dolmen von Candare 1 + 2 liegen südlich des Weilers Candare und der Straße zwischen Miers und Floirac bei Gramat im Département Lot in Frankreich. Dolmen ist in Frankreich der Oberbegriff für neolithische Megalithanlagen aller Art (siehe: französische Nomenklatur).
Der kleine Dolmen mit zwei etwas schräg stehenden Seitensteinen, einem Endstein und dem schräg aufliegenden vernarbten Deckstein sitzt auf den Überresten seines Hügels. Er hat eine rechteckige Kammer, die weniger als zwei auf einen Meter groß ist, mit dem Eingang.
Ein paar hundert Meter hinter dem Dolmen von Candare 1 befinden sich die Reste des Dolmen de Pech Cayrou (oder Candare 2) eingetieft in seinem Hügel. Er hat ebenfalls drei seitliche Steine und einen halben Deckstein.